# کسب دانش

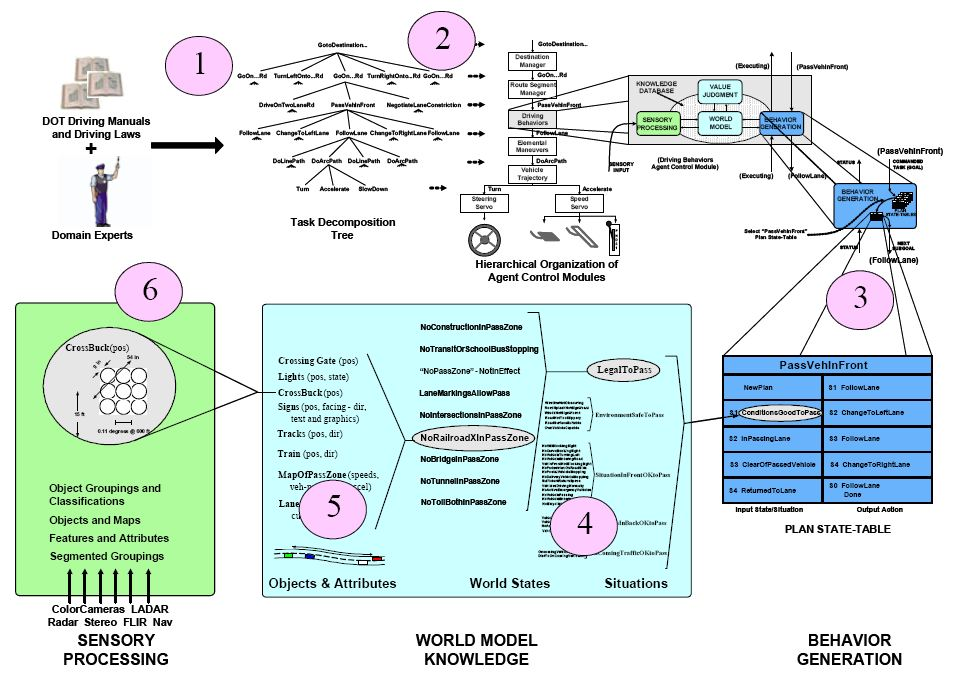
روش‌شناسی سامانه کنترل بلادرنگ برای کسب و بازنمایی دانش

کسب دانش فرآیندی است که برای تعریف قواعد و هستی‌شناسی‌های موردنیاز برای یک سامانه مبتنی بر دانش استفاده می‌شود. این عبارت نخستین‌بار در ارتباط با سامانه‌های خبره به‌کار رفت تا وظایف ابتدایی مرتبط با توسعه یک سامانه خبره را توصیف کند، یعنی یافتن و مصاحبه با دامنه دانشی و ضبط دانش آن‌ها از طریق قواعد، اشیاء و هستی‌شناسی‌های مبتنی بر قاب.
سامانه‌های خبره یکی از نخستین کاربردهای موفق فناوری هوش مصنوعی برای مسائل دنیای واقعی کسب‌وکار بودند. پژوهشگران استنفورد و دیگر آزمایشگاه‌های هوش مصنوعی با پزشکان و دیگر متخصصان ماهر همکاری کردند تا سامانه‌هایی را توسعه دهند که می‌توانستند وظایف پیچیده‌ای مانند تشخیص پزشکی را خودکار کنند. تا آن زمان، رایانه‌ها عمدتاً برای خودکارسازی وظایف داده‌محور و پرحجم استفاده می‌شدند، اما نه برای استدلال پیچیده. فناوری‌هایی مانند موتور استنتاج برای نخستین‌بار به توسعه‌دهندگان این امکان را دادند تا مسائل پیچیده‌تری را مورد بررسی قرار دهند.
با گسترش سامانه‌های خبره از نمونه‌های آزمایشی به کاربردهای صنعتی قدرتمند، به‌زودی مشخص شد که کسب دانش از خبرگان حوزه یکی از حیاتی‌ترین وظایف در فرایند مهندسی دانش است. این فرایند کسب دانش به حوزه‌ای پررونق در پژوهش علمی تبدیل شد. یکی از نخستین آثار در این زمینه، نظریه‌های یادگیری بیتسون را برای هدایت این فرایند به‌کار گرفت.
یکی از روش‌های بررسی‌شده برای کسب دانش، استفاده از تحلیل زبان طبیعی و تولید آن برای تسهیل این فرایند بود. تحلیل زبان طبیعی می‌توانست بر روی دفترچه‌ها و اسناد تخصصی انجام شود و در گام نخست، قواعد و اشیای اولیه به‌طور خودکار استخراج گردد. تولید متن نیز در ایجاد توضیحاتی دربارهٔ رفتار سامانه بسیار سودمند بود. این امر توسعه و نگهداری سامانه‌های خبره را بسیار آسان‌تر کرد.
رویکردی جدیدتر برای کسب دانش، رویکردی مبتنی بر «بازاستفاده» است. دانش می‌تواند در هستی‌شناسی‌هایی توسعه یابد که با استانداردهایی همچون زبان هستی‌شناسی وب مطابقت دارند. به این ترتیب، دانش می‌تواند استانداردسازی شده و در میان جامعه‌ای گسترده از فعالان دانشی به‌اشتراک گذاشته شود. یکی از حوزه‌هایی که در آن این رویکرد موفق بوده، بیوانفورماتیک است.

## کاربردها
کسب دانش در بسیاری از حوزه‌ها فراتر از سیستم‌های خبره به کار رفته است، از جمله پردازش زبان طبیعی، سیستم‌های پشتیبان تصمیم، شبیه‌سازی‌های آموزشی و سیستم‌های آموزش هوشمند. همچنین نقش اساسی در ساخت عوامل مبتنی بر دانش و معماری‌های شناختی ایفا می‌کند.

## تکنیک‌ها
تکنیک‌های متنوعی برای کسب دانش وجود دارد که از روش‌های دستی تا روش‌های خودکار را دربر می‌گیرند. روش‌های دستی شامل مصاحبه‌های ساختاریافته، تحلیل پروتکل، مرتب‌سازی کارت‌ها و تحلیل شبکه‌های رپرتوری هستند. روش‌های خودکار شامل یادگیری ماشین، داده‌کاوی و پردازش زبان طبیعی می‌شوند.